# San Marino na Letních olympijských hrách 2008
San Marino se účastnilo Letních olympijských her 2008 a zastupovali jej 4 sportovci ve 3 sportech (2 muži a 2 ženy). Vlajkonoškou výpravy byla během zahajovacího ceremoniálu reprezentantka ve střelbě Daniela Del Din. Během závěrečného ceremoniálu byl vlajkonošem výpravy plavec Emanuele Nicolini. Nejmladším z týmu byl Ivaco Bucci, kterému v době konání her bylo 21 let. Nejstarší z týmu byla Daniela Del Din, které bylo v době konání her 38 let. Nikomu z výpravy se během her nepodařilo získat medaili.

## Disciplíny

### Atletika
V atletice San Marino reprezentoval nejmladší člen výpravy běžec Ivano Bucci. Pro 21letého atleta byl start na hrách v Pekingu jeho olympijským debutem. Bucci nastoupil do závodu na 400 metrů, který se konal 15. srpna 2008. Startoval v druhém rozběhu a závod dokončil ve svém nejlepším čase sezony 48,54 sekundy a obsadil tak ve svém běhu sedmé místo. Celkově skončil na 53. místě.
| Sportovec   | Disciplína   | Rozběh | Rozběh | Čtvrtfinále | Čtvrtfinále | Semifinále  | Semifinále  | Finále      | Finále      |
| Sportovec   | Disciplína   | Čas    | Pořadí | Čas         | Pořadí      | Čas         | Pořadí      | Čas         | Pořadí      |
| ----------- | ------------ | ------ | ------ | ----------- | ----------- | ----------- | ----------- | ----------- | ----------- |
| Ivano Bucci | 400 m – muži | 48,54  | 7. SB  | nepostoupil | nepostoupil | nepostoupil | nepostoupil | nepostoupil | nepostoupil |

### Plavání
V plavání tuto zemi reprezentovali dva sportovci, 24letí Emanuel Nicolini a Simona Muccioli. Pro Simonu Mucioli byl start na hrách v Pekingu jejím olympijským debutem. Emanuel Nicolini startoval již na hrách v Athénách v roce 2004. Simona Muccioli nastoupila do svého závodu na 100 metrů motýlkem dne 9. srpna 2008. S výkonem 1:04,91 obsadila ve své rozplavbě třetí místo a do dalšího kola nepostoupila. Celkově tak z 49 startujících sportovkyň obsadila poslední 49. místo.
Emanuel Nicolini nastoupil do svého závodu na 200 metrů volným způsobem dne 10. srpna 2008. Výkonem 1:53,45 ve své rozplavbě obsadil třetí místo a do dalšího kola nepostoupil. Z 57 startujících plavců obsadil podobně jako jeho reprezentační kolegyně poslední 57. místo.
| Sportovec         | Disciplína                | Rozplavba | Rozplavba | Semifinále   | Semifinále   | Finále       | Finále       | Pořadí |
| Sportovec         | Disciplína                | Čas       | Pořadí    | Čas          | Pořadí       | Čas          | Pořadí       | Pořadí |
| ----------------- | ------------------------- | --------- | --------- | ------------ | ------------ | ------------ | ------------ | ------ |
| Emanuele Nicolini | 200 m volný způsob – muži | 1:53,45   | 3.        | nepostoupil  | nepostoupil  | nepostoupil  | nepostoupil  | 57.    |
| Sportovkyně       | Disciplína                | Rozplavba | Rozplavba | Semifinále   | Semifinále   | Finále       | Finále       | Pořadí |
| Sportovkyně       | Disciplína                | Čas       | Pořadí    | Čas          | Pořadí       | Čas          | Pořadí       | Pořadí |
| Simona Muccioli   | 100 m motýlek – ženy      | 1:04,91   | 3.        | nepostoupila | nepostoupila | nepostoupila | nepostoupila | 49.    |

### Střelba
Reprezentantka San Marina ve střelbě Daniela Del Din startovala v závodu v trapu. Na hrách v Pekingu šlo v jejích 38 letech o její první olympijskou účast. Během kvalifikace nastřílela 62 bodů a obsadila 15. místo. Tento výkon na postup do finále nestačil.
| Sportovkyně     | Disciplína | Kvalifikace | Kvalifikace | Finále       | Finále       |
| Sportovkyně     | Disciplína | Body        | Pořadí      | Body         | Pořadí       |
| --------------- | ---------- | ----------- | ----------- | ------------ | ------------ |
| Daniela Del Din | Trap       | 62          | 15.         | nepostoupila | nepostoupila |